# إسرائيل بن موسى النجارة
إسرائيل بن موسى نجارة، شاعر وكاتب ومؤلف من أصل سوري ولد في صفد 1555م وتوفي في مدينة غزة 1625م، يهودي كان بمقام حاخام (راباي) في مدينة غزة. كان يتقن العربية والعبرية والتركية والإسبانبة واليونانية والفرنسية والإنكليزية وكتب وألف الكتب والاغاني والاشعار بهذه اللغات جميعها.

## أعماله
ترجمت إلى العديد من اللغات العالمية وأهم مؤلفاته:
- الامبراطورية العثمانية، ص 79، باريس، 1897.
- مجموعة من الترانيم التي نشرتها فريدلاندر MH (فيينا، 1858) تحت عنوان Pizmonim
- الأيام المقدسة
- زيموراتأ
- غنية "التصدي لإسرائيل
- كثير من بييوم في الآرامية.
- قصائد العلمانية

## وصلات خارجية
- إسرائيل بن موسى النجارة على موقع ميوزك برينز (الإنجليزية)